# Farid Sheek
Farid Sheek (voluit: Farid Sheikhbahaei; geboren in 1994 te Isfahan, Iran) is een Iraans-Nederlandse componist,  en percussionist en uitvoerend musicus, gevestigd in Rotterdam. Zijn werk kenmerkt zich door het combineren van Perzische muziektradities met westerse klassieke muziek, jazz en hedendaagse klanken. Sheek is vooral bekend om zijn virtuoze spel op de daf, een traditioneel Perzisch percussie-instrument, en zijn narratieve composities die thema's als identiteit, vrijheid en menselijke veerkracht verkennen.
In 2015 componeerde Sheek de muziek voor de film, Dance Iranian Style, die genomineerd werd voor het NFF en het New York Film Festival. Zijn composities zijn uitgevoerd door vooraanstaande musici en ensembles, waaronder cellisteMaya Fridman, harpiste Doriene Marselje, opera-bas Mohsen Masoumi, jazzpianist Mike del Ferro, het Amstel Quartet, het Residentie Orkest en het Noordpool Orkest. Ook werkt hij regelmatig samen met Iraanse solisten zoals Arezoo Rezvani.
Als uitvoerend musicus treedt Sheek op in binnen- en buitenlandse podia. In opdracht van het Oranje Fonds trad hij op in Paleis Noordeinde voor de koninklijke familie, samen met het Parso Quartet. Zijn werk bereikt daarnaast een groot digitaal publiek via platforms als YouTube, Instagram en TikTok, waar zijn muziek miljoenen keren beluisterd wordt.